# The Story of a Young Heart
The Story of a Young Heart är gruppen A Flock of Seagulls tredje album, utgivet 1984.

## Låtlista
1. "The Story of a Young Heart" – 6:07
2. "Never Again (The Dancer)" – 5:05
3. "The More You Live, The More You Love" – 4:10
4. "European (I Wish I Was)" - 4:26
5. "Remember David" - 4:06
6. "Over My Head" - 3:55
7. "Heart of Steel" - 5:45
8. "The End" - 3:34
9. "Suicide Day" - 5:20